# Iftop

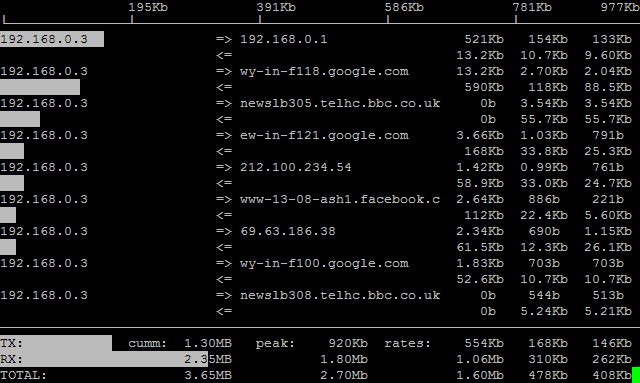
Comanda iftop rulând într-un terminal

Comanda iftop permite monitorizarea conexiunilor active de rețea într-un sistem UNIX. 